# Distretto di Karimganj
Il distretto di Karimganj è un distretto dello stato dell'Assam in India. Il suo capoluogo è Karimganj.